# ليبل سور كوييفيلون (كيبك)
ليبل سور كوييفيلون (بالإنجليزية: Lebel-sur-Quévillon)‏ هي بلدة و بلدية محلية في كيبيك تقع في كندا في Nord-du-Québec. يقدر عدد سكانها بـ 2,159 نسمة ومساحتها 42.60 كم2 وترتفع عن سطح البحر 304.50 متر.

## المناخ
يظهر الجدول التالي التغييرات المناخية على مدار السنة لليبل سور كوييفيلون:
| البيانات المناخية لـليبل سور كوييفيلون | البيانات المناخية لـليبل سور كوييفيلون | البيانات المناخية لـليبل سور كوييفيلون | البيانات المناخية لـليبل سور كوييفيلون | البيانات المناخية لـليبل سور كوييفيلون | البيانات المناخية لـليبل سور كوييفيلون | البيانات المناخية لـليبل سور كوييفيلون | البيانات المناخية لـليبل سور كوييفيلون | البيانات المناخية لـليبل سور كوييفيلون | البيانات المناخية لـليبل سور كوييفيلون | البيانات المناخية لـليبل سور كوييفيلون | البيانات المناخية لـليبل سور كوييفيلون | البيانات المناخية لـليبل سور كوييفيلون | البيانات المناخية لـليبل سور كوييفيلون |
| الشهر                                  | يناير                                  | فبراير                                 | مارس                                   | أبريل                                  | مايو                                   | يونيو                                  | يوليو                                  | أغسطس                                  | سبتمبر                                 | أكتوبر                                 | نوفمبر                                 | ديسمبر                                 | المعدل السنوي                          |
| -------------------------------------- | -------------------------------------- | -------------------------------------- | -------------------------------------- | -------------------------------------- | -------------------------------------- | -------------------------------------- | -------------------------------------- | -------------------------------------- | -------------------------------------- | -------------------------------------- | -------------------------------------- | -------------------------------------- | -------------------------------------- |
| الدرجة القصوى °م (°ف)                  | 10.5 (50.9)                            | 10.0 (50.0)                            | 16.5 (61.7)                            | 28.0 (82.4)                            | 32.2 (90.0)                            | 33.5 (92.3)                            | 34.4 (93.9)                            | 33.9 (93.0)                            | 31.1 (88.0)                            | 26.1 (79.0)                            | 15.0 (59.0)                            | 13.0 (55.4)                            | 34.4 (93.9)                            |
| متوسط درجة الحرارة الكبرى °م (°ف)      | −12.0 (10.4)                           | −9.7 (14.5)                            | −2.3 (27.9)                            | 6.6 (43.9)                             | 15.3 (59.5)                            | 20.6 (69.1)                            | 23.1 (73.6)                            | 21.4 (70.5)                            | 15.5 (59.9)                            | 7.7 (45.9)                             | −0.6 (30.9)                            | −8.4 (16.9)                            | 6.4 (43.5)                             |
| المتوسط اليومي °م (°ف)                 | −17.7 (0.1)                            | −16.1 (3.0)                            | −8.6 (16.5)                            | 0.8 (33.4)                             | 8.9 (48.0)                             | 14.2 (57.6)                            | 17.1 (62.8)                            | 15.7 (60.3)                            | 10.6 (51.1)                            | 3.9 (39.0)                             | −4.0 (24.8)                            | −13.2 (8.2)                            | 1.0 (33.8)                             |
| متوسط درجة الحرارة الصغرى °م (°ف)      | −23.4 (−10.1)                          | −22.4 (−8.3)                           | −15.0 (5.0)                            | −5.0 (23.0)                            | 2.4 (36.3)                             | 7.9 (46.2)                             | 11.2 (52.2)                            | 10.1 (50.2)                            | 5.7 (42.3)                             | 0.0 (32.0)                             | −7.4 (18.7)                            | −17.9 (−0.2)                           | −4.5 (23.9)                            |
| أدنى درجة حرارة °م (°ف)                | −43.0 (−45.4)                          | −42.2 (−44.0)                          | −40.0 (−40.0)                          | −26.7 (−16.1)                          | −13.9 (7.0)                            | −3.9 (25.0)                            | −1.7 (28.9)                            | −2.0 (28.4)                            | −7.8 (18.0)                            | −13.5 (7.7)                            | −28.9 (−20.0)                          | −40.0 (−40.0)                          | −43.0 (−45.4)                          |
| الهطول مم (إنش)                        | 52.4 (2.06)                            | 29.6 (1.17)                            | 44.5 (1.75)                            | 58.0 (2.28)                            | 75.3 (2.96)                            | 98.0 (3.86)                            | 122.9 (4.84)                           | 108.2 (4.26)                           | 119.3 (4.70)                           | 91.1 (3.59)                            | 71.1 (2.80)                            | 58.5 (2.30)                            | 929.4 (36.59)                          |
| معدل هطول الأمطار مم (إنش)             | 1.9 (0.07)                             | 2.0 (0.08)                             | 11.7 (0.46)                            | 40.6 (1.60)                            | 73.0 (2.87)                            | 97.8 (3.85)                            | 122.9 (4.84)                           | 108.2 (4.26)                           | 119.0 (4.69)                           | 82.5 (3.25)                            | 37.7 (1.48)                            | 6.4 (0.25)                             | 703.8 (27.71)                          |
| متوسط تساقط الثلوج سم (إنش)            | 50.4 (19.8)                            | 27.6 (10.9)                            | 32.8 (12.9)                            | 17.3 (6.8)                             | 2.3 (0.9)                              | 0.2 (0.1)                              | 0 (0)                                  | 0 (0)                                  | 0.3 (0.1)                              | 8.5 (3.3)                              | 34.0 (13.4)                            | 52.1 (20.5)                            | 225.6 (88.8)                           |
| متوسط أيام هطول الأمطار (≥ 0.2 mm)     | 14.3                                   | 9.6                                    | 10.9                                   | 11.5                                   | 13.3                                   | 14.7                                   | 16.7                                   | 16.5                                   | 18.9                                   | 17.1                                   | 16.2                                   | 15.8                                   | 175.4                                  |
| متوسط الأيام الممطرة (≥ 0.2 mm)        | 0.73                                   | 0.78                                   | 3.4                                    | 8.0                                    | 12.9                                   | 14.7                                   | 16.7                                   | 16.5                                   | 18.8                                   | 15.2                                   | 6.0                                    | 1.5                                    | 115.1                                  |
| متوسط الأيام المثلجة (≥ 0.2 cm)        | 13.8                                   | 9.1                                    | 8.2                                    | 5.0                                    | 0.96                                   | 0.09                                   | 0                                      | 0                                      | 0.27                                   | 3.2                                    | 11.6                                   | 14.8                                   | 67.0                                   |
| المصدر: Environment Canada             |                                        |                                        |                                        |                                        |                                        |                                        |                                        |                                        |                                        |                                        |                                        |                                        |                                        |